# Inparkeren

Animatie achteruit inparkeren

Inparkeren of fileparkeren is een verrichting waarbij men een auto tussen twee andere auto's parkeert op straat of op een parkeerplaats in geval van parallel- of langsparkeren.
Men kan achteruit of vooruit inparkeren. De manoeuvre voert men meestal uit met een slippende koppeling om voldoende controle te hebben op het voertuig en met een minimale snelheid de parkeerplek in te draaien. Bij het fileparkeren dient het overige verkeer geen hinder te ondervinden van de manoeuvre. De minimaal benodigde ruimte voor een succesvolle inparkeerverrichting is ongeveer de voertuiglengte plus anderhalve meter.
Het fileparkeren is een bijzondere verrichting welke onderdeel kan uitmaken van het rijexamen in Nederland. In België is dit een verplichte manoeuvre, die altijd van het rijexamen deel uitmaakt.

## Automatisch inparkeren
Verschillende autoleveranciers bieden een parkeerassistent-functie op hun automodellen die de inparkeertaak van de bestuurder geheel of gedeeltelijk kunnen overnemen.